# Airlines PNG
Airlines PNG là một hãng hàng không đóng ở trong sân bay quốc tế Jacksons, Port Moresby, Papua New Guinea.. Hãng cung ứng các chuyến bay thường lệ trong nước và quốc tế, cũng như bay hợp đồng và bay thuê chuyến. Cơ sở chính của hãng là sân bay quốc tế Jacksons.
Hãng được thành lập và bắt đầu hoạt động vào năm 1987 và đã được biết đến với tên Milne Bay Air hay chỉ đơn giản là MBA. Đơn vị này hoạt động như một công ty bay thuê chuyến trong ngành công nghiệp phát triển tài nguyên. Hãng hàng không nhận giấy phép RPT vào tháng 9 năm 1992 và đã nhận được giấy phép bay vào tháng 3 năm 1997. Với trụ sở chính và cơ sở điều hành chính đặt tại Port Moresby, hãng cũng được hỗ trợ nhân viên trong Thành phố Cairns và Brisbane, Australia. Các nhóm Airlines PNG gồm 600 nhân viên. Hãng được yết trên sàn chứng khoán Port Moresby, Airlines PNG, hãng hàng không lớn thứ hai của Papua New Guinea. 